# Dornes (Nièvre)
Dornes – miejscowość i gmina we Francji, w regionie Burgundia-Franche-Comté, w departamencie Nièvre.
Według danych na rok 1990 gminę zamieszkiwało 1257 osób, a gęstość zaludnienia wynosiła 32 osoby/km² (wśród 2044 gmin Burgundii Dornes plasuje się na 185. miejscu pod względem liczby ludności, natomiast pod względem powierzchni na miejscu 78.).